# Христина Персијанка
Света Христина Персијанка је хришћанска мученица. Због исповедање хришћанства била је мучена у Персији у 4. веку.
Христина је била из Киркука у региону Бет Гармаи. Њен отац, Јаздин, син Михрзбироја, био је гувернер Нисибиса. Из зороастризма је прешла у Цркву Истока. Убијена је због одбијања да се уда за племића и поштована је као девичанска мученица. Према грчком мартирологу, она је на смрт претучена шипкама. Тачан датум њене смрти није познат, али је то вероватно било за време владавине Хосроја I  (531–579).
Убрзо након њене смрти, Бабаи Велики (умро 628) написао је њену биографију на сиријском језику. Данас је сачуван само предговор. Пошто Бабаи наводи сва хагиографска дела која је до сада написао у својој биографији Георгија Излинског (мученика 615.), он је сигурно написао биографију Христине после овог датума. Према Бабају, звала се Јазда „када је била паганка“, али је „у свом новом рођењу усвојења, као знак живота, изабрала име Христина, име које не нестаје“.
Српска православна црква слави је 13. марта по црквеном, а 26. марта по грегоријанском календару.